# Bondsdagverkiezingen 1972

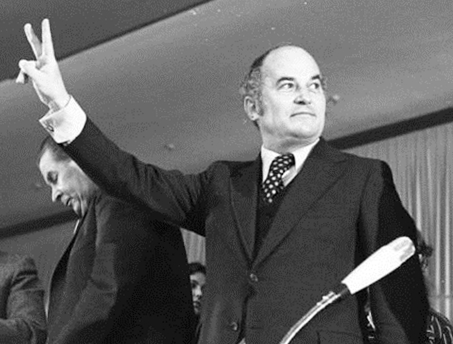
CDU-voorzitter Rainer Barzel op 16 november 1972

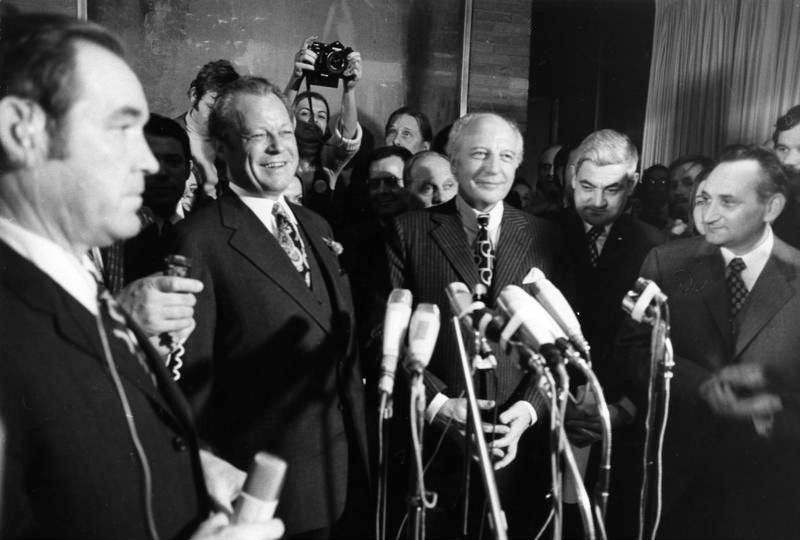
Willy Brandt en Walter Scheel op de verkiezingsavond

De Bondsdagverkiezingen van 1972 vonden op 19 november 1972 plaats. Het waren de zevende federale verkiezingen in de Bondsrepubliek Duitsland.
De coalitie van SPD en FDP had in april 1972 haar meerderheid in de Bondsdag verloren, nadat enkele SPD- en FDP-afgevaardigden naar de CDU/CSU-fractie waren gegaan. CDU-chef Rainer Barzel wilde zich laten kiezen als nieuwe bondskanselier, maar haalde de absolute meerderheid op het nippertje niet. Bij de stemgang over de etat werd duidelijk dat ook de regering geen meerderheid had. Brandt stelde in september de Vertrauensfrage en maakte zo nieuwe verkiezingen mogelijk. Voor het eerst in de geschiedenis van de Bondsrepubliek vonden dus voorgetrokken verkiezingen plaats.
In de campagne speelde de Neue Ostpolitik een grote rol. Brandt wilde de betrekkingen met de communistische dictaturen in Oost-Europa verbeteren, en Barzel vond dat Brandt te veel onnodige concessies had gemaakt.
De opkomst voor de verkiezingen was hoog: 91,2% van de kiesgerechtigden bracht een stem uit tegen 86,7% in 1969. De uitslag van de verkiezingen zette de Brandt-regering in het recht; voor het eerst (en tot 1998 voor de laatste keer) won de SPD meer zetels dan de CDU/CSU. De FDP won veel stemmen terug. Het goede resultaat voor de SPD had ook ermee te maken dat in 1970 de leeftijd voor het actieve stemrecht van 21 naar 18 jaar werd verlaagd en de SPD veel aanhang onder de jonge kiezers had.

## Uitslag
- N.B.: Indirect gekozen door de Berlijnse gemeenteraad werden: 12 SPD'ers, 9 CDU'ers en 1 FDP'er.

| Partij                                                                                     | %        | zetels   | verschil |
| ------------------------------------------------------------------------------------------ | -------- | -------- | -------- |
| Sociaaldemocratische Partij van Duitsland (Sozialdemokratische Partei Deutschlands)        | 45,8%    | 230 (12) | +6       |
| Vrije Democratische Partij (Freie Demokratische Partei)                                    | 8,4% (1) | 41       | +11      |
| Christelijk Democratische Unie van Duitsland (Christlich Demokratische Union Deutschlands) | 35,2%    | 177 (9)  | -16      |
| Christelijk-Sociale Unie (Christlich-Soziale Union)                                        | 9,6%     | 48       | -1       |
| Overigen                                                                                   | 0,09%    | 0        | -        |
| Totaal                                                                                     | 100%     | 496      | 0        |

|  |

|  |

|  |

|  |

|  |

|  |

|  |

## Gevolgen
Op 14 december 1972 werd Willy Brandt met 269 tegen 223 stemmen verkozen als bondskanselier. Het tweede kabinet-Brandt van socialisten en liberalen kon verder regeren zonder belangrijke wijzigingen.